# U 475
U 475 war ein deutsches U-Boot vom Typ VII C, das im Zweiten Weltkrieg von der deutschen Kriegsmarine in der Ostsee eingesetzt wurde.

## Geschichte
U 475 patrouillierte während seiner Dienstzeit in der Ostsee von Helsinki und später von Danzig aus. Es konnte hierbei eine Versenkung und eine Beschädigung verzeichnen.

### Bau und Indienststellung
Der Auftrag für das Boot wurde am 10. April 1941 an die Deutsche Werke AG in Kiel vergeben. Die Kiellegung erfolgte am 5. September 1942, der Stapellauf am 28. Mai 1943, die Indienststellung unter Oberleutnant zur See Otto Stoeffler fand schließlich am 7. Juli 1943 statt. Da der Kommandant aus Düsseldorf stammte, hatte die Stadt das Bootswappen als Patengeschenk gestiftet. Es wurde nach der Selbstversenkung des Bootes nach Düsseldorf zurückgebracht.

### Verbandszugehörigkeit und Stationierungen
Von Juli 1943 bis Juli 1944 gehörte das Boot als Ausbildungsboot zur 5. U-Flottille in Kiel, anschließend bis Februar 1945 als Frontboot zur 8. U-Flottille in Danzig. Dann wurde das Boot der in Stettin stationierten 4. U-Flottille als Frontboot zugeteilt.

### Einsatz
Am 4. Juli 1944 lief U 475 aus Kiel zu seiner ersten Unternehmung aus. Nach einem Zwischenhalt in Helsinki patrouillierte das Boot in der Narva-Bucht und im Seegebiet vor Koivisto. Am 28. Juli 1944 wurde das sowjetische Patrouillenboot MO-107 (56 Tonnen) durch einen Torpedo beschädigt. Am 6. September beendete U 475 seine Unternehmung in Danzig.
Am 14. Oktober lief es von hier aus zu einer weiteren Unternehmung aus. Einsatzgebiet war der Finnische und Bottnische Meerbusen und das Seegebiet vor Hanko und Tallinn. Am 31. Oktober 1944 wurde das sowjetische Landungsboot SB-2 (720 Tonnen) versenkt.
U 475 absolvierte im Winter 1944/45 zwei weitere Unternehmungen in diesen Seegebieten, bis es am 19. März von Danzig aus zu seiner letzten Fahrt aufbrach.

### Versenkung
Das U-Boot kehrte am 21. März nach Kiel zurück und wurde dort von der Besatzung  selbst versenkt. Das Wrack wurde 1947 abgebrochen.
U 475 verlor während seiner Dienstzeit vor der Versenkung keine Besatzungsmitglieder.